# Грабостув (Белхатовський повіт)
Грабостув (пол. Grabostów) — село в Польщі, у гміні Зелюв Белхатовського повіту Лодзинського воєводства.
Населення — 228 осіб (2011).
У 1975-1998 роках село належало до Пйотрковського воєводства.

## Демографія
Демографічна структура станом на 31 березня 2011 року:
|          | Загалом | Допрацездатний вік | Працездатний вік | Постпрацездатний вік |
| -------- | ------- | ------------------ | ---------------- | -------------------- |
| Чоловіки | 113     | 21                 | 77               | 15                   |
| Жінки    | 115     | 20                 | 58               | 37                   |
| Разом    | 228     | 41                 | 135              | 52                   |